# Vampire: The Eternal Struggle

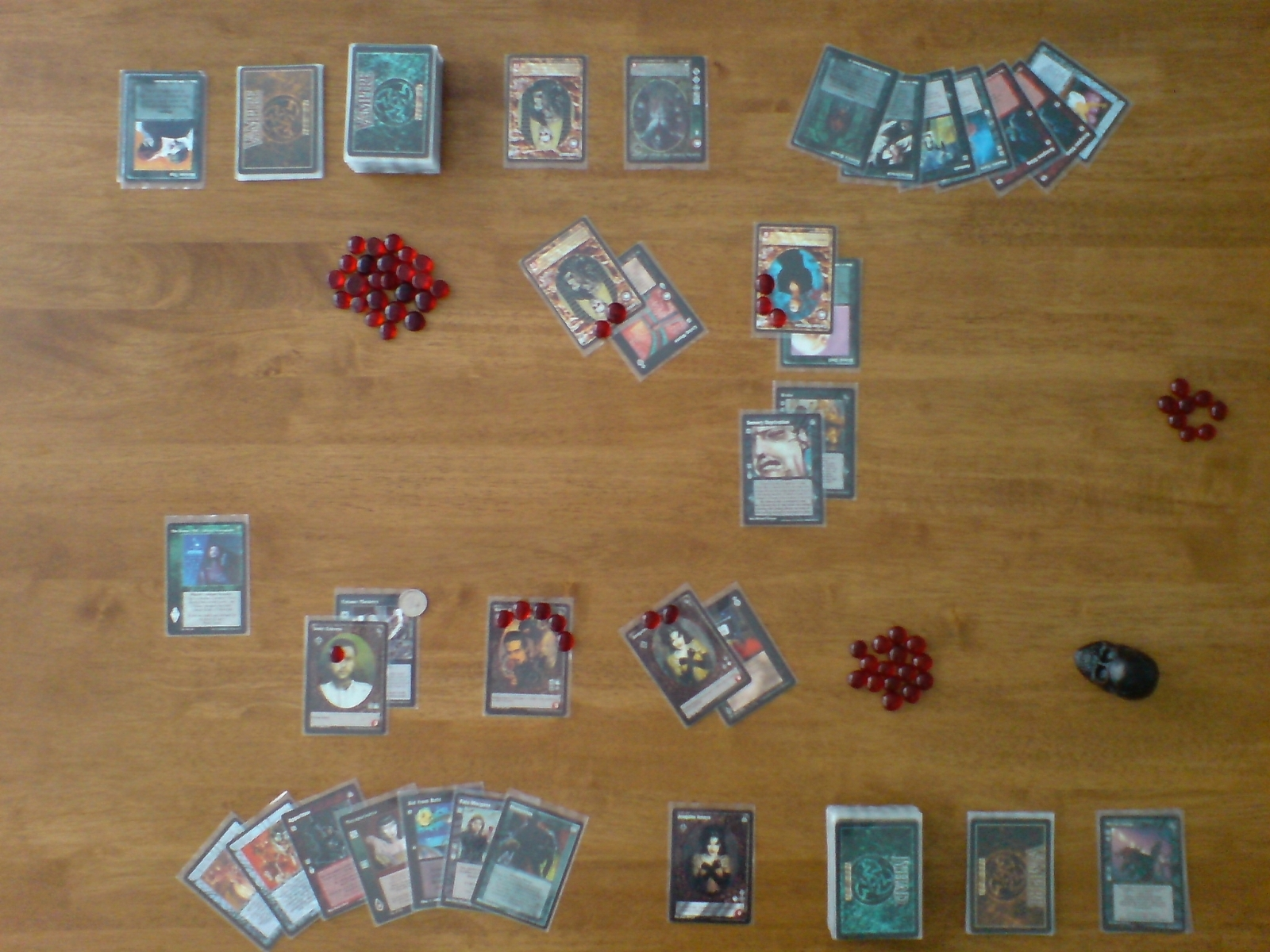
Demostración de una partida en curso del juego de cartas Vampire: The Eternal Struggle

Vampire: The Eternal Struggle («Vampiro: la lucha eterna»), publicado originalmente como Jyhad, es un juego de cartas coleccionables basado en el juego de rol Vampiro: la mascarada. Al igual que este último, está ambientado en un universo gótico moderno.

## Orígenes
El juego fue creado por Richard Garfield, el mismo creador de Magic: The Gathering. Fue creado un año después del lanzamiento de Magic, en 1994. El juego fue creado bajo una licencia otorgada por White Wolf (dueños del juego de Rol Vampiro) a Wizards of the Coast, la empresa de Garfield. En 1996, Wizards sacó la expansión Sabbat. Wizards abandonó la licencia, y White Wolf la retomó a partir del 2000.
A finales de 2010, White Wolf anunció la cancelación de la línea.

## Características
El rol que asume cada jugador en el juego es el de un Matusalen, un poderoso vampiro antiguo e influyente. Cada Matusalen en el juego tratará de influenciar a vampiros más jóvenes y así derrotar a sus oponentes. El principal recurso del juego es la influencia, que indica que tan poderoso es un jugador. Cada jugador comienza con 30 puntos de influencia, y pierde el juego cuando esta llega a 0.
Como en la mayoría de los juegos de cartas coleccionables, cada jugador construye su propio mazo. En el caso de este juego, el mazo se divide en dos submazos, llamados Cripta (que contiene los vampiros que puede usar) y la Biblioteca (que contiene otros recursos). Los vampiros pueden ser invocados usando influencia, y tienen múltiples usos. Las cartas de la biblioteca por su parte generalmente dependen de los vampiros que se tenga en juego.
El juego es famoso por estar orientado a múltiples jugadores, a diferencia de la mayor parte de los Juegos de cartas coleccionables. Además, tiene una cierta profundidad estratégica por tener varios métodos para obtener la victoria. Un subsistema particularmente elogiado es el sistema político, en el cual cada vampiro puede emitir un voto en respuesta a determinadas cartas. Cada jugador solo puede atacar al jugador de su izquierda, y solo puede ser atacado por el jugador a su derecha, lo que facilita la creación de alianzas temporales. Además, vencer a un oponente te garantiza puntos de victoria, otro método para ganar el juego, lo que favorece jugar agresivamente.

## Tipos de Cartas
Se dividen en cartas de Cripta y de Biblioteca

### Cartas de Cripta: Minion`s influenciables
Los vampiros se encuentran en la cripta, y son las cartas que esperas influenciar con tus contadores de sangre.
1. Capacidad de sangre: Es el círculo rojo en la esquina inferior derecha. Cuando estás tratando de influenciar un minion (en este estado se encuentran boca abajo) le traspasas contadores de tu reserva sanguínea (al principio del juego partes con un número de 30 contadores de sangre). Cuando la capacidad del minion y la cantidad de contadores transferidos sobre él es la misma, este se pone boca arriba en tu zona Preparada (Ready). Él se queda con los contadores que le pusiste como puntos de sangre o de salud y ahora es capaz de realizar acciones pagando la sangre que tenga disponible. Cuando su tasa de contadores empiece a bajar, entonces es hora de que el vampiro cace, o sea que el Mathusalen que lo controla le ceda un contador de sangre.
2. Clan y secta: Cada vampiro posee un clan y una secta, que son grupos con los quienes comparte algunas habilidades comunes. Los minion que no son vampiros (llamados imbuidos) carecen del estatus de secta (básicamente porque todos pertenecen a la misma), y particularmente no comparten en ningún caso clan con ningún vampiro.
3. Disciplinas: Estas son un pilar fundamental del juego. Representan, como se dijo antes, las habilidades de los vampiros para jugar cartas. Todos los vampiros tienen estos atributos y cuando se disponen a jugar cartas Minion de biblioteca (estas también poseen estos atributos) hay que comparar ambas cartas para ver si el vampiro tiene todos los atributos pedidos por la carta de biblioteca. A su vez los imbuidos juegan con un paralelismo a las disciplinas: las Virtudes.
4. Grupo: Todos los vampiros pertenecen a un grupo (sanguíneo se podría decir) que los unen de alguna manera. En el mazo solo puedes tener minion de un mismo grupo o de dos grupos consecutivos.

### Cartas de Biblioteca
Estas se subdividen en cartas Minion, Master y eventos:
- Master: Estas cartas las juegas durante tu Master Phase tomando tu rol de Matusalen. Predefinidamente cada jugador goza de una acción master por turno, aunque hay cartas que alteran este hecho. Aparte de las cartas normales Master, existen también las Out-of-turn que las puedes jugar durante el turno del oponente aunque sin embargo continúan respetando la restricción de solo poder jugar una de estas, así que si juegas una Out-of-turn, cuenta para tu próxima Master Phase. También existen más "trifle", que no son más que masters que si gozan de esta regla, añaden una acción master fase adicional en la Master Fase actual. Luego tenemos las Locations, que representan lugares dentro del universo del juego, y finalmente tenemos las Disciplinas, que sirven para agregarle una disciplina nueva a un vampiro.

- Minion: Estas cartas las juegan tus minion en la Minion Phase. Aquí existe una increíble variedad de tipos de cartas. Primero tenemos las cartas más básicas, las cartas de Acción, que te permiten ejecutar la habilidad en su texto. Para modificar las acciones que se llevan a cabo se usan las cartas Action Modifier.

Las cartas que ayudan en su lucha a los vampiros son los Allies (aliados), Equipment (equipo), Retainers (criados).
Las cartas de combate se usan cuando se entra precisamente en uno de ellos. Y por último tenemos las Reaction cards (cartas de reacción) que solo se pueden activar cuando ocurra exactamente lo que se describe en tal carta y fuera de tu propio turno.